# Минийская керамика
Минийская керамика — специфическая керамика, характерная для среднеэлладского периода доисторической Древней Греции, постепенно вытесненная минойской керамикой в конце указанного периода. Керамика названа в честь минийцев — полулегендарного догреческого народа Греции. Во второй половине XX века среди археологов было принято считать, что минийская керамика связана с экспансией носителей древнегреческого языка. Ближе к концу XX века, в связи с обнаружением преемственности между минийской и более ранней керамикой, стала распространяться точка зрения об автохтонном происхождении данной керамики. В настоящее время получила распространение также третья точка зрения о том, что экспансия греков на Балканы была не разовым вторжением, а постепенным волнообразным проникновением с севера протогреков (культуры многоваликовой керамики) с постепенным подчинением и/или ассимиляцией местных культур в течение элладского периода, в связи с чем неправомерно рассматривать данную керамику как «только автохтонную» или «только греческую».
Минийская керамика существовала параллельно с континентальной полихромной керамикой (mainland polychrome pottery), которая являлась продолжением местных неолитических традиций.
Среди археологов ведётся дискуссия по поводу того, насколько минийская керамика сходна (или однотипна) с западноанатолийской серой керамикой приблизительного того же периода; часть археологов рассматривают это сходство как случайное.

## Возникновение термина
Впервые термин «минийская керамика» использовал Генрих Шлиман по отношению к тёмной лощёной керамике, обнаруженной при раскопках беотийского города Орхомена Минийского, где правил легендарный царь Миний.

## Дискуссия о культурной принадлежности керамики
Первоначально Алан Уэйс и Карл Блеген не связывали минийскую керамику с волной греческих пришельцев на Балканы. Оба археолога рассматривали неожиданное появление минийской керамики как один из двух переломных моментов в эволюции греческой керамики от неолита до Микенской Греции. В конце концов они пришли к выводу, что «минийская керамика представляет собой введение новой культурной традиции».
До 1960-х годов минийская керамика нередко связывалась с северными вторженцами, которые разрушили раннеэлладскую культуру и создали среднеэлладскую. Однако Джон Л. Каски (John L. Caskey), проводивший раскопки в ряде мест Греции (например, в Лерне), окончательно установил, что минийская керамика являлась прямым потомком серой лощёной керамики Тиринфской субкультуры раннеэлладского периода III. Каски также установил, что чёрная (аргивская) разновидность минийской керамики развилась из «тёмной лощёной и полированной» керамики раннеэлладского периода III. Таким образом, минийская керамика присутствовала в Греции уже с 2200—2150 годов до н. э. Интересно отметить, что в прототипах минийской керамики нет ничего «северного». Исключением является распространение минийской керамики из центральной Греции на северо-запад Пелопоннеса, что можно рассматривать как «движение с севера» по отношению к Пелопоннесу. В настоящее время остаётся открытым вопрос, является ли минийская керамика автохтонным изобретением Греции или продолжением традиций, занесённых из других мест.

## Формы и стили
Минийская керамика представляет собой монохромную лощёную керамику, изготовленную из очень мелкозернистой глины. Встречаются жёлтая, красная, серая и чёрная (аргивская) разновидности. Среди типов чаще встречаются открытые формы, такие, как бокалы и канфаросы; последние, в свою очередь, представляют собой дальнейшее развитие чаш и канфаросов тиринфской культуры (по Ренфрю) раннеэлладского III периода.
Серая минийская керамика имеет угловатую форму, что, согласно одной из гипотез, может быть отражением формы металлических прототипов. Этой гипотезе, однако, противоречит то, что металлические предметы среднеэлладского периода встречаются редко, а металлические сосуды — исчезающе мало. Угловатая форма может объясняться использованием быстрого гончарного круга. «Кольцевые основания» (или же пьедестальные ножки с высокими рёбрами) являются важными характеристиками серой минийской керамики среднеэлладского II и III периодов в центральной Греции. Разумеется, эта же характеристика свойственна и бокалам жёлтой минийской керамики среднеэлладского III периода из Коринфа и Арголиды. На последней стадии среднеэлладского периода кольцевые основания с лёгкими насечками частично вытесняют основания в виде ножек и кольцевые основания в северо-западном Пелопоннесе.
Минийская керамика среднеэлладского I периода украшена канавками в верхней части канфаросов и чаш. Во время среднеэлладского II периода общей характеристикой керамики становятся штампованные концентрические круги и «гирлянды» (или параллельные полукруги), в особенности на чёрной (или аргивской) минийской керамике.

## Места производства
Серая минийская керамика в основном обнаружена в центральной Греции. Также она встречалась на Пелопоннесе во время СЭ I и II периодов. Чёрная (или аргивская) минийская керамика распространена на севере Пелопоннеса, как правило, она украшена штампованным орнаментом или нарезным орнаментом. Красная минийская керамика обычно встречается в Эгине, на севере Киклад и в Беотии. Жёлтая минийская керамика впервые появляется в СЭ II и III периоды. Благодаря светлой поверхности этот тип керамики обычно украшен чёрными матовыми узорами. По данной причине археологи нередко вместо термина «жёлтая минийская керамика» используют термин «керамика с матовой окраской».